# Yung Bae
Даллас Коттон (род. 2 июля 1994, Портленд), также известный как Yung Bae — фьюче-фанк продюсер из Портленда, штат Орегон, известный своим альбомом «Bae», в который вошли сэмплы японской сити-поп музыки 1980-х годов.

## Ранний период жизни
Даллас Коттон родился в 1994 годуи начал карьеру музыкального продюсера под псевдонимом Yung Bae в Портленде, штат Орегон. Четыре месяца учился в Университете штата Орегон, прежде чем посвятить себя музыке. Его первый полноценный альбом назывался «Bae». С тех пор он переехал и начал работать в Лос-Анджелесе.

## Музыкальная карьера
Yung Bae работает в поджанрах фьюче-фанк и вейпорвейв, выпуская треки на таких сайтах, как Bandcamp — на нём он выпустил всего восемь треков. Они получили несколько миллионов прослушиваний на Spotify. Его ранее выпущенные альбомы включали в себя три тома серийных Japanese Disco Edits. В 2016 году релизы Yung Bae включали Skyscraper Anonymous, BAE 2, BA3 и Bae: Side B. В 2017 году он выпустил B4E. Коттон коллаборировал с такими исполнителями, как Flamingosis, Brasstracks, Method Man, Mike Posner, Sam Fischer, Channel Tres, Marc E. Bassy, Jon Batiste, Earthgang, Awolnation, Pink Sweats и другими. В 2019 году Даллас Коттон выпустил синглы «Must Be Love» и «Bad Boy», которые вошли в его альбом Bae 5. «Bad Boy» также стал его первым синглом после подписания контракта с крупным лейблом Arista Records.
В 2019 году Yung Bae был включён в список Billboard Dance Ones to Watch. В 2019 году он отправился в 21-дневный тур по Северной Америке в поддержку своего альбома Bae 5. Даллас также гастролировал по странам Азии в таких местах, как Национальная галерея Сингапура, и выступал на международных музыкальных фестивалях, таких как Коачелла.

## Дискография
| Год  | Альбом                     |
| ---- | -------------------------- |
| 2014 | Bae                        |
| 2016 | BAE 2                      |
| 2016 | BA3                        |
| 2016 | Skyscraper Anonymous       |
| 2016 | Bae: Side B                |
| 2017 | B4E                        |
| 2019 | Bae 5                      |
| 2022 | Groove Continental: Side A |